# افسانه ۲
افسانه ۲ (به انگلیسی The Legend II) یا افسانه فونگ سای-یوک ۲ (به انگلیسی The Legend of Fong Sai-yuk II) که در آمریکا تحت عنوان فونگ سای-یوک ۲ (به انگلیسی Fong Sai-yuk II) شناخته می‌شود عنوان دنباله فیلم رزمی موفق افسانه (فیلم ۱۹۹۳) می‌باشد. بازیگران و عوامل اصلی قسمت اول در این فیلم نیز حضور دارند. افسانه ۲ دقیقاً پس از نمایش قسمت اول ساخته و در همان سال اکران شد.

## بازیگران
- جت لی در نقش فونگ سای-یوک
- جوزفین سیائو as Miu Chui-fa
- آدام چنگ as Chan Ka-lok
- Michelle Reis as Lui Ting-ting
- Amy Kwok as Sun On-yee
- کری یوئن as Lee Kwok-bong
- Ji Chunhua as Yu Chun-hoi
- Peter Chan as Magu